# 6622 Matvienko
A 6622 Matvienko (ideiglenes jelöléssel 1978 RG1) egy kisbolygó a Naprendszerben. Nyikolaj Sztyepanovics Csernih fedezte fel 1978. szeptember 5-én.